# Meronera venustula
Meronera venustula är en skalbaggsart som först beskrevs av Wilhelm Ferdinand Erichson 1839.  Meronera venustula ingår i släktet Meronera och familjen kortvingar. Inga underarter finns listade i Catalogue of Life.